# Rio Quelã
O rio Quelã (em turco: Kelan deresi) ou Culã (em armênio: Կուղան գետ; romaniz.: Kułan get), é um rio da Turquia que flui no distrito de Gurpenar, na província de Vã. Faz parte da bacia hidrográfica do lago de Vã. Na Antiguidade, banhava o distrito (gavar) de Culanovita, na província do Reino da Armênia.